# Winni Biermann
Winni Biermann (* 26. November 1967 in Bocholt) ist ein deutscher Sänger (Tenor), der durch einen Fernsehbeitrag entdeckt wurde.

## Leben
Winni Biermann wurde als jüngster von neun Kindern geboren. Der Vater war Elektriker und die Mutter war Hausfrau. Er erhielt eine Ausbildung zum Stahlbetonbauer und Maurer. Seit 1998 ist er als Berufskraftfahrer tätig. Seit 2006 als Tenor im Meisterchor Quartettverein Bocholt e.V., 2011 Auftritt in der Essener Philharmonie als Solist. 2014 zufällig beim Bocholter Weinfest entdeckt, ein Lokaljournalist drehte ein Video für YouTube, danach folgten Beiträge bei Sat1, WDR, RTL, Bildzeitung, ZDF und diversen Zeitungen, damit war der singende Truckerfahrer geboren.
Sony Classic sah im September 2014 einen ZDF Bericht über Winni Biermann und bot ihm umgehend einen Plattenvertrag an. Im Oktober 2014 folgte ein TV-Beitrag bei daheim + unterwegs im WDR. Die Produktion vom ersten Album Ein Lied fährt um die Welt erfolgte bereits im November 2014 durch Christian Geller.
Das Management Team Jörn Braun und Christian Geller übernahmen das exklusive Management des Tenors.
Im März 2015 Veröffentlichung des ersten Albums und erster Fernsehshow Auftritt bei Florian Silbereisen in Das Erste Die Besten im Frühling mit dem Lied Ob blond ob braun ich liebe alle Fraun. Das Album ging auf Platz 1. in den Klassik-Charts.
Im Juli 2015 zweiter TV-Auftritt bei Florian Silbereisen in Die Besten im Sommer mit dem Lied Nessun Dorma, im August 2015 TV-Auftritt bei Stefan Mross bei Immer wieder sonntags mit dem Lied Santa Lucia. TV-Auftritt bei Meischberger TV in der Schweiz im April 2016.
Im November 2016 folgte eine zwei Wochen Deutschland Tournee gemeinsam mit Tenor Weltstar Paul Potts und Musical Star Anna Maria Kaufmann.
Den Duett Titel Viva la Musica präsentierte Winni Biermann gemeinsam mit Sarah Hübers im August 2018 bei Stefan Mross in Immer wieder sonntags.